# Mohamed Abderrahmane Ould Meydou
Mohamed Abdrahamane Ould Meydou, né à Gao, est un général de l'armée malienne. Originaire de la communauté arabe du Tilemsi, il combat la Rébellion touarègue de 2007-2009 puis participe ensuite à la phase initiale de la guerre du Mali. Il a fait ses preuves au combat mais, comme le général touareg El Hadj Ag Gamou, il est accusé de liens troubles dans le Nord.

## Biographie
Mohamed Ould Meydou naît à Gao au Mali. Il est issu de la communauté arabe de Tilemsi. Il rejoint en 1996 l'École militaire interarmes de Koulikoro pour une formation spéciale.
Il est de 1997 à 2008 chef d'état-major de la 3e région militaire de Kati. Lors de la rébellion touarègue de 2007-2009, alors colonel, il est envoyé au Nord après l'attaque de Nampala. De 2008 à 2009, il participe aux opérations contre Ibrahim ag Bahanga à la tête d'une milice (en fait des soldats des forces armées maliennes d'origine arabe ou touareg).
Lorsqu'éclate la rébellion touarègue de 2012, il est colonel-major. Il demande et obtient début janvier 2012 la libération du trafiquant de drogue Mohamed Ould Awainat pour recruter des supplétifs dans la communauté arabe. Il tente de secourir depuis Gao la garnison d'Aguel'hoc assiégée mais tombe le 20 janvier dans une embuscade et se replie. Il échoue également en février-mars 2012 à secourir la garnison de Tessalit.
D'avril 2013 jusqu'en 2017, il est commissaire à la commission de vérité et de réconciliation malienne,. Le 18 septembre 2013, il est promu général de brigade par le président Ibrahim Boubacar Keïta, avec effet au 1er octobre,. Il échappe à une tentative d'assassinat commise par deux hommes d'Al-Mourabitoune à Bamako le 26 janvier 2015 mais est cependant blessé,.
Il est nommé le 7 juin 2017 gouverneur (civil) de la région de Taoudénit, avec résidence à Tombouctou. Il est installé le 21 juillet 2017. Il est nommé général de division le 20 septembre 2018.

### Famille
Il est marié et père de cinq enfants.